# مقاطعة كيمبل (تكساس)
مقاطعة كيمبل (بالإنجليزية: Kimble  County)‏ هي إحدى المقاطعات في ولاية تكساس، الولايات المتحدة الأمريكية.